# Streitmandl
Streitmandl är en bergstopp i Österrike.   Den ligger i distriktet Sankt Johann im Pongau och förbundslandet Salzburg, i den centrala delen av landet, 250 km väster om huvudstaden Wien. Toppen på Streitmandl är 2 056 meter över havet. Streitmandl ingår i Tennengebirge.
Terrängen runt Streitmandl är huvudsakligen bergig, men den allra närmaste omgivningen är kuperad. Närmaste större samhälle är Sankt Johann im Pongau, 18,9 km söder om Streitmandl. 
I omgivningarna runt Streitmandl växer i huvudsak blandskog. Runt Streitmandl är det ganska glesbefolkat, med 45 invånare per kvadratkilometer.